# Lilian Laslandes
Lilian Laslandes (ur. 4 września 1971 roku w Pauillac) – były francuski piłkarz występujący na pozycji napastnika.

## Kariera klubowa
Lilian Laslandes zawodową karierę rozpoczynał w 1991 roku w zespole AS Saint-Seurin. W jego barwach zagrał w 33 spotkaniach i strzelił 10 goli, po czym przeniósł się do AJ Auxerre. W tej drużynie francuski napastnik grał przez pięć sezonów, w trakcie których zdobył mistrzostwo oraz 2 razy puchar kraju. Udało mu się także zadebiutować w rozgrywkach Pucharu UEFA i Ligi Mistrzów. Łącznie dla Auxerre w 125 meczach Laslandes zdobył 47 bramek.
1 sierpnia 1997 roku Lilian podpisał kontrakt z Girondins Bordeaux. Razem z Girondins w 1999 roku wywalczył mistrzostwo Francji. Laslandes wzbudził zainteresowanie wielu innych europejskich klubów, między innymi z Anglii, Hiszpanii i Niemiec. Ostatecznie latem 2001 roku związał się umową z Sunderlandem. Według mediów Francuz kosztował "Czarnych Kotów" 3,5 miliona funtów. W Premier League Lilian jednak zupełnie się nie sprawdził – w 12 ligowych pojedynkach ani razu nie wpisał się na listę strzelców, w efekcie czego zimą został wypożyczony do niemieckiego 1. FC Köln. Tam jednak także nie zdobył ani jednego gola i w 2002 roku powrócił do kraju. Trafił do drużyny SC Bastia, z którą zajął 12. lokatę w tabeli Ligue 1.
Następnie Laslandes przeszedł do OGC Nice, by po jednym sezonie spędzonym w tym zespole przenieść się ponownie do Bordeaux. W klubie Żyrondystów występował przez niecałe trzy sezony, podczas których zanotował 9 goli w 35 spotkaniach. W zimowym okienku transferowym, 5 stycznia 2007 roku piłkarz powrócił do Nicei, która o mały włos uniknęła spadku do drugiej ligi. W 2008 roku Laslandes zakończył piłkarską karierę.

## Kariera reprezentacyjna
W reprezentacji Francji Laslandes zadebiutował 12 października 1997 roku w wygranym 2:1 spotkaniu przeciwko Szkocji. Pierwszego gola dla drużyny narodowej zdobył 19 sierpnia 1998 roku w zremisowanym 2:2 meczu z Austrią. Później na listę strzelców wpisywał się także w pojedynkach z Irlandią Północną oraz Islandią. Łącznie dla reprezentacji Francji Laslandes rozegrał siedem spotkań.